# Тодд Перрі (тенісист)
Тодд Перрі (англ. Todd Perry; нар. 17 березня 1976) — колишній австралійський тенісист.
Найвищу одиночну позицію світового рейтингу — 385 місце досяг 9 липня 2001, парну — 16 місце — 15 травня 2006 року.
Здобув 6 парних титулів.
Найвищим досягненням на турнірах Великого шолома були чвертьфінали в парному розряді.
Завершив кар'єру 2009 року.

## Фінали за кар'єру

### Парний розряд 17 (6–11)
| Легенда                       |
| Великий шлем (0)              |
| Tennis Masters Cup (0)        |
| Серія Мастерс ATP (0)         |
| Серія ATP Інтернешнл Ґолд (1) |
| Тур ATP (5)                   |

| Титули за покриттям |
| Тверде (4)          |
| Ґрунт (1)           |
| Трава (0)           |
| Килим (1)           |

| Результат | Ранг | Дата     | Турнір                                | Покриття | Партнер          | Суперники                                   | Рахунок                 |
| --------- | ---- | -------- | ------------------------------------- | -------- | ---------------- | ------------------------------------------- | ----------------------- |
| Поразка   | 1.   | Лип 2003 | Відкритий чемпіонат Хорватії з тенісу | Ґрунт    | Сімада Томас     | Алекс Лопес Морон Рафаель Надаль            | 1–6, 3–6                |
| Перемога  | 1.   | Вер 2003 | Коста-ду-Сауїпе, Бразилія             | Тверде   | Сімада Томас     | Скотт Гамфріс Марк Мерклейн                 | 6–2, 6–4                |
| Поразка   | 2.   | Лип 2004 | Swedish Open                          | Ґрунт    | Сімон Аспелін    | Магеш Бгупаті Йонас Бйоркман                | 6–4, 6–7(2–7), 6–7(6–8) |
| Поразка   | 3.   | Лип 2004 | Штутгарт, Німеччина                   | Ґрунт    | Сімон Аспелін    | Їржі Новак (тенісист) Радек Штепанек        | 2–6, 4–6                |
| Поразка   | 4.   | Січ 2005 | Аделаїда, Австралія                   | Тверде   | Сімон Аспелін    | Ксав'є Малісс Олів'є Рохус                  | 6–7(5–7), 4–6           |
| Поразка   | 5.   | Січ 2005 | Окленд, Нова Зеландія                 | Тверде   | Сімон Аспелін    | Їв Аллегро Міхаель Кольманн                 | 4–6, 6–7(4–7)           |
| Перемога  | 2.   | Січ 2005 | Делрей-Біч, США                       | Тверде   | Сімон Аспелін    | Джордан Керр Джим Томас                     | 6–3, 6–3                |
| Перемога  | 3.   | Лют 2005 | Мемфіс, США                           | Тверде   | Сімон Аспелін    | Боб Браян Майк Браян                        | 6–4, 6–4                |
| Поразка   | 6.   | Чер 2005 | Nottingham Open                       | Трава    | Сімон Аспелін    | Джонатан Ерліх Енді Рам                     | 6–4, 3–6, 5–7           |
| Поразка   | 7.   | Лип 2005 | Індіанаполіс, США                     | Тверде   | Сімон Аспелін    | Пол Генлі Грейдон Олівер                    | 2–6, 1–3 ret.           |
| Поразка   | 8.   | Жов 2005 | Відкритий чемпіонат Японії            | Тверде   | Сімон Аспелін    | Івабуті Сатосі Судзукі Такао                | 4–5, 4–5                |
| Поразка   | 9.   | Січ 2006 | Окленд, Нова Зеландія                 | Тверде   | Сімон Аспелін    | Андрей Павел Рогір Вассен                   | 2–6, 7–5, [4–10]        |
| Перемога  | 4.   | Жов 2006 | Санкт-Петербург, Росія                | Килим    | Сімон Аспелін    | Юліан Ноул Юрген Мельцер                    | 6–1, 7–6(7–3)           |
| Перемога  | 5.   | Січ 2007 | Аделаїда, Австралія                   | Тверде   | Веслі Муді       | Новак Джокович Радек Штепанек               | 6–4, 3–6, [15–13]       |
| Перемога  | 6.   | Кві 2007 | Валенсія, Іспанія                     | Ґрунт    | Веслі Муді       | Їв Аллегро Себастьян Прієто                 | 7–5, 7–5                |
| Поразка   | 10.  | Жов 2007 | Санкт-Петербург, Росія                | Килим    | Юрген Мельцер    | Деніел Нестор Ненад Зімоньїч                | 1–6, 6–7(3–7)           |
| Поразка   | 11.  | Тра 2008 | Касабланка, Марокко                   | Ґрунт    | Джеймс Серретані | Альберт Монтаньєс Сантьяго Вентура Бертомеу | 1–6, 2–6                |